# Tropische depressie
Een tropische depressie is een lagedrukgebied in de tropen of subtropen dat zich ontwikkeld heeft uit een tropische storing tot een systeem met een duidelijk gesloten circulatie — de isobaren zijn rond — een warme kern en voldoende convectie. De maximale aangehouden windsnelheid ligt onder de 34 knopen. Windstoten met hogere snelheden kunnen wel voorkomen. Als een tropische depressie aanwakkert en windsneldheden genereert boven de 34 knopen, spreekt men van een tropische storm.
De ontwikkelingsstadia van een tropische cycloon zijn:
- tropische storing;
- tropische depressie;
- tropische storm;
- tropische cycloon.